# Heinrich Schickhardt der Ältere
Heinrich Schickhardt (* 1464 in Siegen; † 23. August 1540 in Herrenberg) war ein deutscher, in Württemberg eingesessener Bildschnitzer und Kunstschreiner. Er war der Gründer einer großen württembergischen Künstlerfamilie, der Vater der Kunstschreiner Marx und Lucas, sowie des Malers Hans Schickhardt. Er war ferner u. a. der Großvater des berühmten Baumeisters Heinrich Schickhardt und der Urgroßvater des Universalgelehrten Wilhelm Schickard.

## Leben

### Abstammung und Niederlassung in Herrenberg
Heinrich Schickhardt war der Sohn des Siegener Schnitzers Henrich (oder Hentze) Schickhardt (* vor 1440; † nach 1490) und dessen Ehefrau Gela geb. Helling († nach 1520 in Herrenberg). Vermutlich wegen der damals in Siegen herrschenden Pest und der schlechten Berufsaussichten verließen die Eltern mit ihrem Sohn Ende des 15. Jahrhunderts (nach 1481) Siegen in Richtung Süden. Sie hielten sich vermutlich eine Zeitlang in Frankfurt am Main und noch länger im Raum Oberrhein auf. Dort, aber auch unterwegs, verdienten sie den Unterhalt mit gelegentlichen Arbeiten.
Heinrich Schickhardt kam mit seiner Mutter um 1500 nach Herrenberg, wo er sich am Mauerring in der Badgasse als Schreiner niederließ. 1503 heiratete er Margreta Homel (* 1476; † 15. Februar 1555 in Herrenberg), mit der er sechs Kinder hatte. Im gleichen Jahr bekam er auch das Bürgerrecht und wurde steuerpflichtig. Heinrich Schickhardt wurde schnell als hervorragender Schreiner erkannt und hatte in Herrenberg den Ruf eines Schreiners, der unersetzbar war. 1512 konnte er deswegen ein neues Haus in einer deutlich besseren Lage in der Tübinger Straße erwerben: an der Stelle, wo jetzt das Haus Nummer 15 steht. In seiner Werkstatt beschäftigte Schickhardt meistens zwei Knechte, manchmal hatte er auch einen Gesellen und einen Lehrjungen, später kamen zwei seiner Söhne hinzu: Marx und Lucas. Hergestellt wurde dort alles, was man aus Holz anfertigen konnte, von Kunstschreinerarbeiten über Tischlerarbeiten (Möbel und Särge), Zimmermannsarbeiten (Arbeiten an der Stadtwehr) bis zu ganz einfachen Arbeiten (Abdeckungen von Brunnen).

### Chorgestühl der Herrenberger Stiftskirche
Bereits 1513 erhielt Heinrich Schickhardt vom Propst der Brüder vom gemeinsamen Leben Johannes Rebmann einen umfangreichen Auftrag, der sein Hauptwerk werden sollte. Er sollte ein Chorgestühl für die Stiftskirche St. Marien bauen. Johannes Rebmann, der den Bau der Kirche vollendet hatte, war gerade dabei, sie auszustatten. Das kostspielige Chorgestühl war der erste Teil von Rebmanns Konzeption der Chorraumausstattung, dem die Verglasung und der Altar folgen sollten. Der Aufbau des Chorgestühls, das für die Fraterherren bestimmt war, wurde am 22. Juni 1517 beendet. Darüber informiert die Meistersignatur im letzten Feld des Gestühlrückens. Das Chorgestühl ist sowohl an der Front- als auch an der Rückenseite mit Figuren versehen, die die vier Evangelisten, Erzväter, die zwölf Apostel sowie Szenen wie Taufe Jesu oder Opferung Isaaks darstellen. An den Seitenwangen der Pulte des Chorgestühls ließ Rebmann die Fraterherren, auch sich selbst, bildlich darstellen. Schickhardt arbeitete zwar mit Gesellen, doch die Figuren können mit Sicherheit ihm zugeschrieben werden, da er 1519/20 persönlich für den späteren Stiftspropst Benedict Farner ein geschnitztes Bild anfertigte und lieferte. Die Reliefbilder dagegen verdingte Schickhardt an eine oder zwei Bildhauerwerkstätten weiter. Die Stilmerkmale sprechen für den Oberrhein, was zusätzlich von seinen früheren Kontakten zu diesem Raum zeugt. „Heinrich Schickhardt war der Hauptverantwortliche, der Unternehmer, für das Chorgestühl, aber nicht in allem und gerade nicht in der vollendeteren Plastik der ausführende Meister.“ Nicht nur Rebmann, sondern auch der Vogt und die Richter der Stadt Herrenberg, die den Auftrag mitfinanzierten, waren von Schickhardts Arbeit so beeindruckt, dass sie ihm zusätzlich zu der vereinbarten Bezahlung ein stattliches Geschenk von 10 fl machten. Seine Knechte bekamen ein gutes Trinkgeld von 1 fl.
Wegen des durch die Reformation entfachten Bildersturms musste das Chorgestühl 1537 zerlegt und auf der Turmempore deponiert werden. Heinrich Schickhardt, der diese Aufgabe wieder (zusammen mit zwei Helfern, u. a. seinem Sohn Marx) übernahm, brauchte dafür neuneinhalb Tage. Das Gestühl ist möglicherweise nur deswegen nicht zerstört worden, weil der inzwischen ältere Meister ein großes Ansehen in Herrenberg hatte. 1548 wurde das Chorgestühl auf den Druck der spanischen Besatzung hin wieder aufgestellt. Da dies in großer Hast geschah, ohne Mitwirkung der Söhne des inzwischen verstorbenen Meisters, wurde beim Aufbau die ursprüngliche Konzeption verändert.

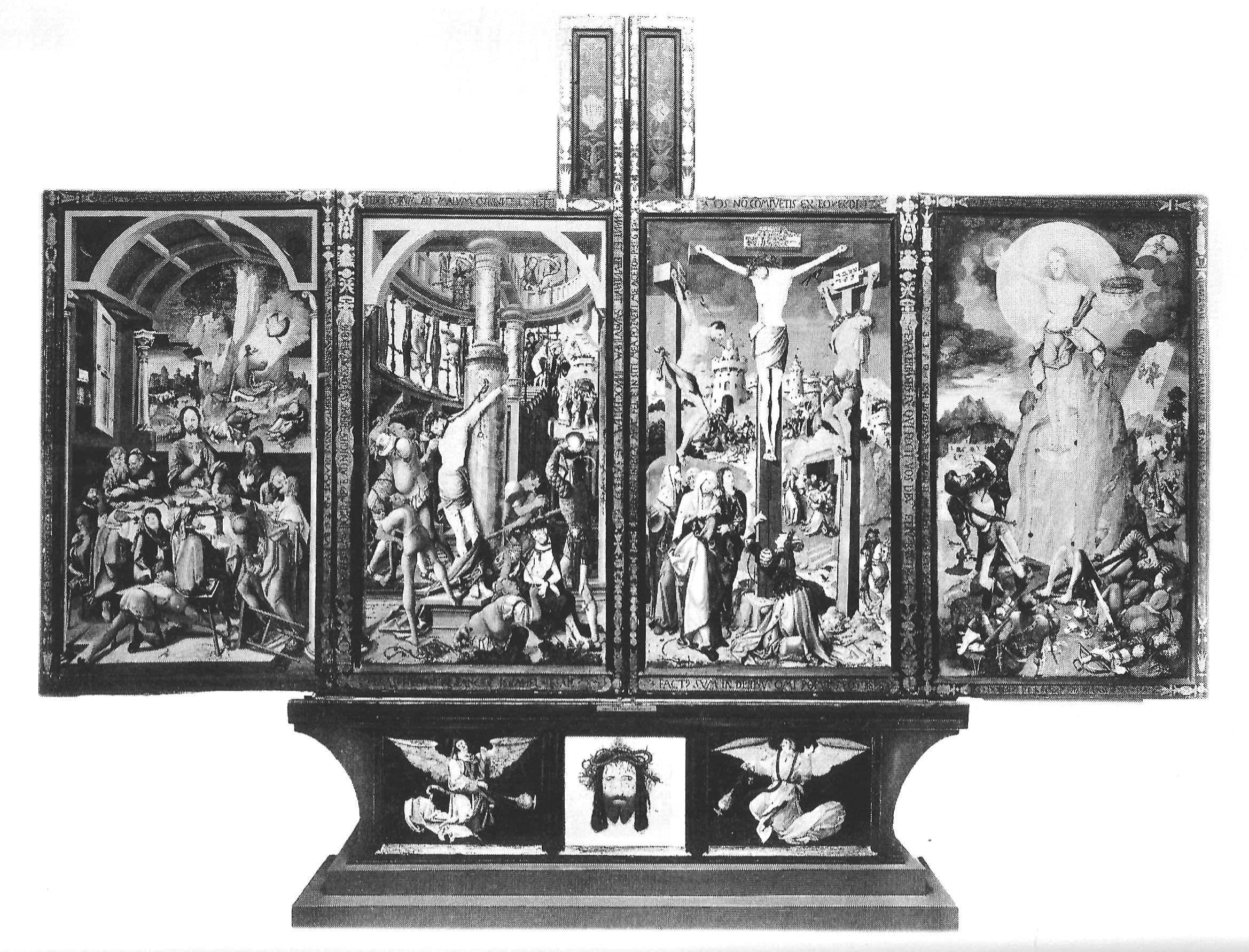
Herrenberger Altar (1517–1519), gebaut von Heinrich Schickhardt, gemalt von Jerg Ratgeb

### Hochaltar der Herrenberger Stiftskirche
Unmittelbar nach dem Chorgestühl arbeitete Heinrich Schickhardt weiter für die Stiftskirche, allerdings in einer untergeordneten Rolle. Er baute den Hochaltar, auf dem Jerg Ratgeb seine Bilder malen sollte. Es handelt sich um einen Flügelaltar, der auf einem älteren Schrein aufgebaut wurde. Die neutestamentlichen Szenen, die auf acht Tafeln gemalt wurden, werden von den diese Ereignisse ankündigenden alttestamentlichen Zitaten auf den Rahmen begleitet. Diese geschnitzten Zitate sind ein sichtbares Werk Heinrich Schickhardts. Der Altar wurde zwischen 1517 und 1519 in der Kirche aufgebaut und anschließend zerlegt. Nachdem Jerg Ratgeb die Altarbilder in seiner Werkstatt gemalt hatte, wurde der Altar 1522 – wieder mit Teilnahme Schickhardts – in der Kirche aufgestellt. Schickhardt begleitete offenbar die ganze Entstehung des Werks und diente auch mit seinem Rat. Deswegen sind in den Kirchenrechnungen mehrere Eintragungen über Schickhardts Entlohnung (unter dem Namen „Hainrich Schryner“) im Zusammenhang mit dem Entstehen des Altars. Der Altar musste ähnlich wie das Gestühl 1537 abgebaut werden. An seiner erneuten Aufstellung 1548 nahm Schickhardts Sohn Marx teil.

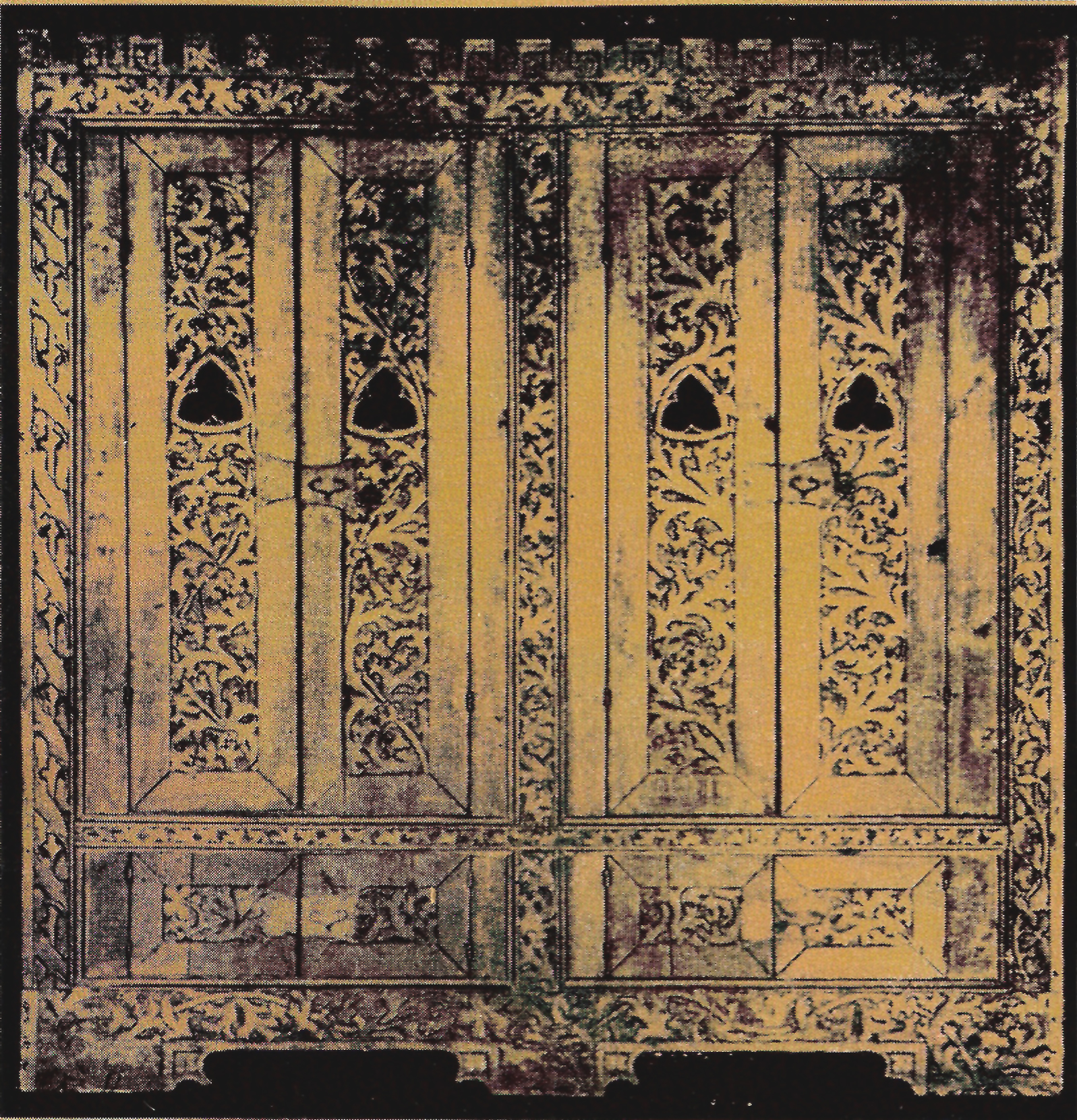
Sakristeischrank von Herrenberg

### Sakristeischrank und kleinere Arbeiten
1519 schuf Schickhardt einen stattlichen Sakristeischrank. Der breite, aus zwei Teilen bestehende Schrank besaß insgesamt vier hohe Türen. Sowohl die Türen als auch die breiten Rahmen um die Türen herum wurden reichlich mit geschnitzten Pflanzenornamenten verziert.
In den folgenden Jahren schuf Heinrich Schickhardt nur kleinere Werke, wie mehrere Altarschreine, geschnitzte Bildtafeln, so z. B. 1519/20 ein im Auftrag des Propstes angefertigtes Bild, 1521 eine Tafel mit „Sant Lorentzen“ für die Stiftskirche, 1522/23 Tafeln für den Stuttgarter Maler Thomas Fridlin.

### Chorgestühl in Hildrizhausen und spätere Arbeiten
Erst nach einigen Jahren bekam Heinrich Schickhardt wieder bedeutendere Aufträge für die Kirche. Es war das Chorgestühl für die der Herrenberger Stiftskirche inkorporierte St.-Nikodemes-Kirche in Hildrizhausen. Das 1529 fertiggestellte Chorgestühl ist kleiner und etwas bescheidener als das von Herrenberg. Die Konstruktion von Baldachin und Streben weist jedoch eine auffallende Ähnlichkeit mit der des Chorgestühls von Herrenberg auf. Die darauf vorhandenen Pultbüsten ähneln denen von Herrenberg und können mit Sicherheit Schickhardt zugeschrieben werden. Im Laufe der Zeit musste das Gestühl an mehreren Stellen ausgebessert werden (Baldachin, Sitze und Boden des Gestühls), jedoch im Wesentlichen blieb es unverändert.
Unmittelbar danach machte Schickhardt im Auftrag der Laurentius-Zunft noch einen kleinen Altar für die Herrenberger Stiftskirche. Bald danach, 1533, fertigte er noch einen Dreisitz für die Zelebranten an und eine Vertäfelung im Presbyterium am Hochaltar.
Heinrich Schickhardt sammelte seine Risse und Planskizzen. Sein Enkel, der Baumeister Heinrich Schickhardt, der sie von seinem Vater erbte, verwahrte sie hoch in Ehren innerhalb seiner graphischen Sammlung, um damit wohl deren Ebenbürtigkeit zum Ausdruck zu bringen.

## Bekannte künstlerische Arbeiten
- 1513–17 Chorgestühl für die Herrenberger Stiftskirche
- 1517–19 Mithilfe beim Altar Jerg Ratgebs für die Herrenberger Stiftskirche (1890 verkauft; jetzt Württembergische Staatsgalerie Stuttgart)
- 1519 Sakristeischrank für die Herrenberger Stiftskirche (nicht mehr vorhanden)
- 1529 Chorgestühl für die St.-Nikomedes-Kirche in Hildrizhausen
- um 1530 kleiner Altar für die Herrenberger Stiftskirche (nicht mehr vorhanden)
- 1533 Zelebrantensedilie (Dreisitz für den Propst und Priester) für die Herrenberger Stiftskirche (1890 mit einem hohen, neugotischen Rückensitz versehen; steht im Scheitel des Chores, verdeckt durch ein modernes Altarbild)
- 1533 Vertäfelung im Presbyterium am Hochaltar der Herrenberger Stiftskirche
- 1536/37 Chorgestühl für die Kirche in Mühlhausen

## Kinder
- Marx (1505–1555)
- Simon (* 1507)
- Anna (* 1508)
- Lucas (1511–1585)
- Johannes (1512–1585)
- Agnes (* 1514)